# John Wise

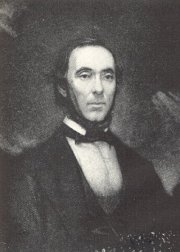
John Wise, en pionjär inom ballongflygning.

John Wise, född 24 februari 1808 i Lancaster i Pennsylvania, död 28 september 1879 troligen i Michigansjön, var en amerikansk pionjär inom ballongflygning.
Wise växte upp i en tysk invandrarfamilj med sju syskon. Han arbetade en kort tid i en verkstad där man tillverkade pianon. När han var 14 år läste han en artikel i en tysk tidning om ballongflygning i Europa, och hans flygintresse vaknade. När han senare flyttade till Philadelphia inledde han 1935 sitt första bygge av en luftballong. 
Han genomförde sin första flygning med ballongen 2 maj 1835 i Philadelphia hans nästa start 4 juli skedde i Lebanon County, därefter blev det många flygningar runt om i Pennsylvania under året. Under de närmaste åren flyttade han runt i USA där han på olika platser visade upp sin ballong. Han bosatte sig slutligen i Lancaster. 
Wise var en av de första som provade tekniken med släplinor för att stabilisera höjden. Han var även bland de första som färgade ballongen svart för att dra nytta av solens förmåga att värma ballongen.
När Salomon August Andrée arbetade som städare vid världsutställningen i Philadelphia, blev han lovad en uppstigning med Wise, men på grund av dåligt väder genomfördes inte uppstigningen. Men Andrée påstod senare att det var Wise som lärde honom grunderna i ballongflygning. 
28 september 1879 genomförde han sin sista flygning. Med en passagerare startade han från St. Louis. Vid tillfället blåste det kraftigt och ballongen drev ut över Michigansjön. Varken ballongen eller personerna ombord har återfunnits.